# Fillaeopsis discophora
Fillaeopsis discophora är en ärtväxtart som beskrevs av Hermann August Theodor Harms. Fillaeopsis discophora ingår i släktet Fillaeopsis och familjen ärtväxter. Inga underarter finns listade i Catalogue of Life.